# Henryk Sachs (poseł)
Henryk Aleksander Grzegorz Sachs (ur. 9 maja 1867 w Lublinie, zm. 3 czerwca 1934 w Warszawie) – polski ziemianin, polityk i działacz społeczny, poseł na Sejm III kadencji w II RP z ramienia Stronnictwa Narodowego.

## Życiorys
Ukończył Instytut Gospodarstwa Wiejskiego i Leśnictwa w Puławach.
W 1910 zakupił majątek Abramowice koło Lublina, gdzie specjalizował się w hodowli koni i bydła. Posiadał także majątek w Bronowicach. Od 1908 roku był sędzią gminnego sądu pokoju oraz radnym gminy w Zemborzycach, a także radnym i członkiem wydziału powiatowego w Lublinie. W okresie wojny światowej organizował pomoc ubogim, przewodniczył sekcji żywnościowej Lubelskiego Miejskiego Komitetu Obywatelskiego, który w 1915 przez władze austriackie został przemianowany w Lubelski Miejski Komitet Ratunkowy.  Pełnił funkcję członka zarządu wojewódzkiego Związku Ziemian, należał do Towarzystwa Organizacji i Kółek Rolniczych oraz Izby Przemysłowo-Handlowej. Był członkiem zarządu cukrowni „Lublin” oraz prezesem zarządu lokalnej Komunalnej Kasy Oszczędności. Wspierał parafię św. Michała Archanioła w Bronowicach dla której udostępnił swój dwór i zabudowania gospodarcze. Sfinansował budowę dzwonnicy w kościele św. Jakuba Apostoła w Głusku, a także wspierał lokalną orkiestrę i stowarzyszenie młodzieży polskiej. Związany z obozem narodowo-demokratycznym, należał do Związku Ludowo-Narodowego, Obozu Wielkiej Polski, Stronnictwa Narodowego, wspierał finansowo te organizacje a także Stowarzyszenie „Straż Narodowa”, angażował się w działalność Ligi Obrony Powietrznej Państwa (członek Zarządu Wojewódzkiego LOPP 1930-1931), Lubelskiego Towarzystwa Dobroczynności, wspierał finansowo Komitet Budowy Domu Żołnierza w Lublinie, był filistrem honorowym korporacji akademickiej Concordia, która działała na Katolickim Uniwersytecie Lubelskim. W wyborach w 1930 został wybrany posłem na Sejm z listy nr 4 (Lista Narodowa) w okręgu nr 26 (Lublin). Zasiadł w Klubie Narodowym.
Zmarł w trakcie pełnienia pełnienia mandatu poselskiego 3 czerwca 1934 w warszawskim Szpitalu Sióstr Elżbietanek. Jego miejsce w Sejmie przypadło Ludwikowi Christiansowi. Został pochowany w części ewangelicko-augsburskiej cmentarza przy ul. Lipowej w Lublinie.

## Życie prywatne
Był synem Edmunda Sachsa, lekarza, i Aleksandry z Bełczykiewiczów. Był wyznania ewangelicko-augsburskiego. Jego dziadek Samuel Bogumił (1800-1849) był pastorem w Wieluniu, a następnie w Warszawie. Ewangelickimi duchownymi byli także: stryj Adolf i brat stryjeczny Leona Jan. Jego bratem był Edward (1868-1957), lekarz w Warszawie i Lublinie. Ożenił się z Mieczysławą Huskowską, z którą miał syna Mieczysława, rozstrzelanego za odmowę podpisania volkslisty. Jego szwagrem był lekarz i działacz społeczny Kazimierz Jaczewski. 

## Upamiętnienie
Imieniem Henryka Sachsa i jego żony Mieczysławy została nazwana jedna z ulic w lubelskiej dzielnicy Głusk, a we współfinansowanym przez niego dawnym budynku szkolnym, w którym obecnie mieści się Przedszkole nr 83 w Lublinie, znajduje się poświęcona mu tablica pamiątkowa.